# Teresa Tomek
Teresa Maria Tomek (* 1945) ist eine polnische Ornithologin und Paläontologin. Sie arbeitete häufig mit dem polnischen Paläornithologen Zbigniew M. Bocheński zusammen.

## Leben
Tomek schloss 1967 ihr Studium an der Jagiellonen-Universität in Krakau ab. Ab 1971 war sie außerordentliche Professorin und Mitglied des Wissenschaftsrats am Instytut Systematyki i Ewolucji Zwierząt Polskiej Akademii Nauk (Institut für Systematik und Evolution der Tiere) der Polnischen Akademie der Wissenschaften in Krakau. 2017 ging sie in den Ruhestand, ist jedoch noch weiter ehrenamtlich tätig.
Neben Studien zu heute lebenden Vögeln (Promotion in den Biowissenschaften im Jahr 1976; Habilitation im Jahr 2003) hat sich Tomek auf Paläornithologie spezialisiert und analysiert die Überreste fossiler Vögel aus archäologischen Ausgrabungen und paläontologischen Funden. Tomek ist Autorin oder Mitautorin von mehr als 100 Forschungspublikationen zu verschiedenen Aspekten der Ornithologie, Paläontologie, zur Knochenidentifizierung von Vögeln domestizierter Arten und zur vergleichenden Osteologie moderner Wildvögel. In den Jahren 1978 bis 1991 erforschte sie die Vogelfauna von Nordkorea und nahm an acht Expeditionen teil, worüber sie mehrere Schriften veröffentlichte.
Tomek nahm an Ausgrabungen in zahlreichen paläontologischen und archäologischen Fundstellen in Polen und im Ausland (u. a. Österreich, Tschechien, Ägypten, Estland, Griechenland, Republik Moldau, Ukraine sowie Iran, Syrien, Turkmenistan) teil.

## Schriften
- Materials to the breeding avifauna of the People’s Democratic Republic of Korea, 1984
- Materials for the breeding avifauna of the Democratic People’s Republic of Korea. Results of expedition ’83, 1985
- mit Stefan Dontchev: Materials concerning the avifauna of the Democratic Republic of Korea in the postbreeding season, 1987
- The Birds of North Korea: Non-Passeriformes, 1999
- mit Zbigniew M. Bocheński: A Key for the Identification of Domestic Bird Bones in Europe: Galliformes and Columbiformes, 2009
- mit Zbigniew M. Bocheński, Paweł Socha,and Krzysztof Stefaniak: Continuous 300,000-year fossil record: changes in the ornithofauna of Biśnik Cave, Poland, Palaeontologica Electronica, 15.1.2A, 2012
- mit Zygmunt Bocheński und Zbigniew M Bocheński: A history of Polish birds, 2012

## Erstbeschreibungen von Teresa Tomek
- Jamna szybiaki, 2011[1]
- Resoviaornis jamrozi, 2013[2]
- Sobniogallus albinojamrozi, 2014[3]
- Winnicavis gorskii, 2018[4]
- Cherevychnavis umanskae, 2019[5]
- Laurillardia smoleni, 2019[6]
- Crosnoornis nargizia, 2021[7]
- Lavanttalornis hassleri, 2023[8]